# Baccio Ciarpi
Baccio Ciarpi, född 1574 i Barga, Toscana, död 1654, var en italiensk målare under epokerna senmanierism och tidig barock. Han var mest aktiv i Rom och Florens. Han har utfört målningar i flera av Roms kyrkor.